# Vratislav von Pernstein (1530–1582)

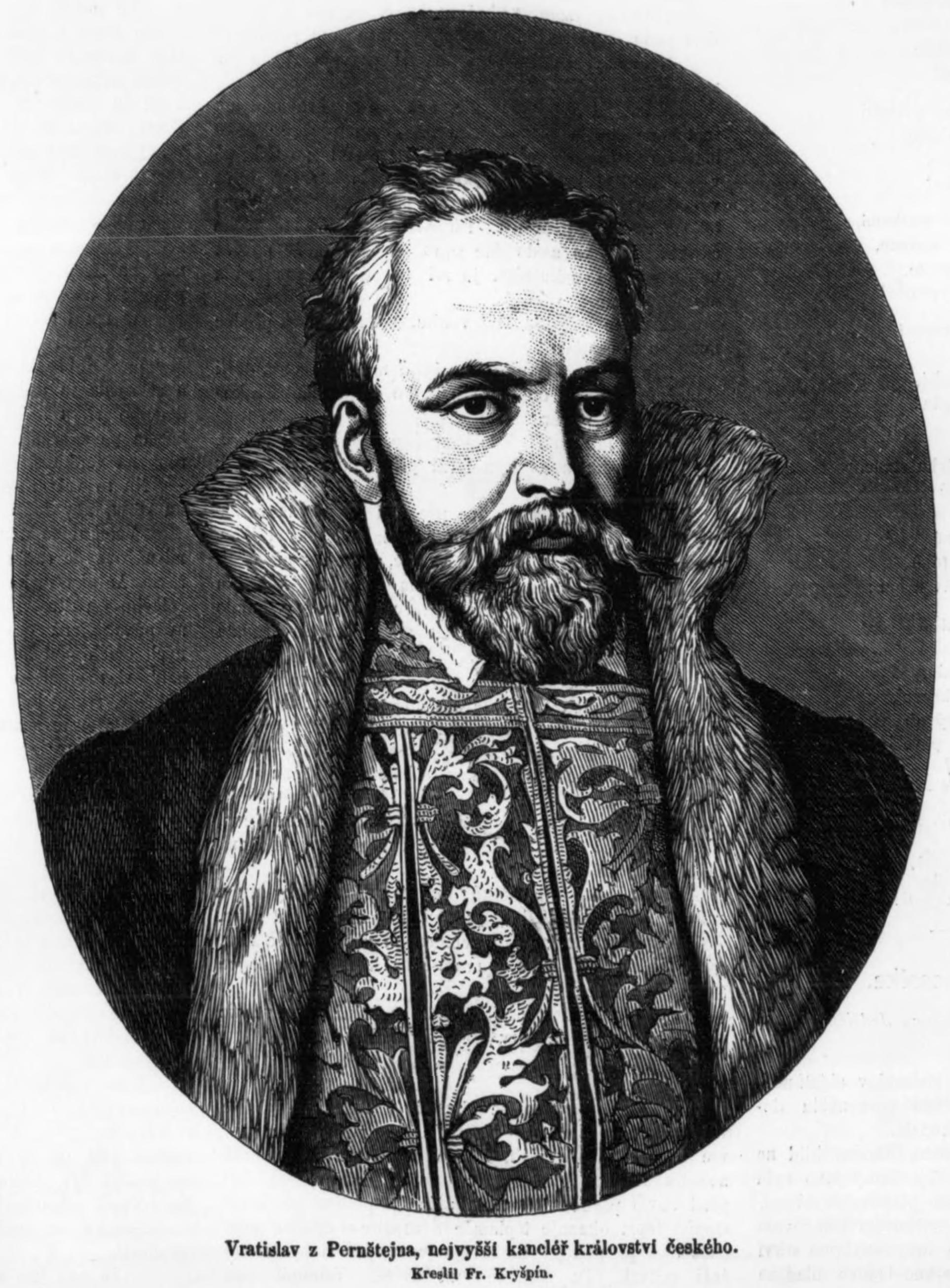
Vratislav von Pernstein

Vratislav von Pernstein (auch Wratislaw von Pernstein; tschechisch Vratislav z Pernštejna; * 9. Juli 1530 in Meseritsch; † 27. Oktober 1582 in Linz) war ein böhmisch-mährischer Adliger. Von 1567 bis zu seinem Tod 1582 bekleidete er das Amt des Oberstkanzlers von Böhmen; zugleich war er Mitglied im Geheimen Rat. 

## Leben
Vratislav entstammte dem böhmisch-mährischen Adelsgeschlecht Pernstein. Seine Eltern waren der mährische Landeshauptmann und Graf von Glatz, Johann von Pernstein und dessen zweite Frau Hedwig von Schellenberg (Hedvika z Šelmberka). 1555 vermählte er sich mit Maria Manrique de Lara. Vratislav hatte noch den zwei Jahre älteren Bruder Jaroslav und den zwei Jahre jüngeren Bruder Adalbert/Vojtěch.
Über Vratislavs Kindheit ist wenig bekannt. Im Alter von dreizehn Jahren wurde er von seinem Vater an den Wiener Hof des Kaisers Ferdinand I. gegeben, wo er gemeinsam mit dem drei Jahre älteren, späteren Kaiser Maximilian II. erzogen wurde. Mit diesem beteiligte er sich 1546/47 am Schmalkaldischen Krieg. Durch die Hofdienste und gemeinsame Reisen, u. a. nach Spanien und Brüssel, unterhielt Vratislav ein enges Vertrauensverhältnis zu Maximilian II. 1552 schenkte er ihm einen Prunkdegen, der sich bis heute im Kunsthistorischen Museum in Wien befindet.
Nach dem Tod des Vaters erbten Vratislav und seine Brüder 1548 dessen Besitzungen, die sie zunächst gemeinsam verwalteten. Obwohl ihr Vater schon länger verschuldet war, gehörten sie mit dem ererbten Besitz zu den damals reichsten Magnaten Böhmens und Mährens. Die hinterlassenen Schulden konnten sie aus dem Verkauf der Grafschaft Glatz, deren Pfand durch den böhmischen Landesherrn Ferdinand I. 1549 ausgelöst wurde, tilgen. Trotzdem entschieden sich Vratislav und der ältere Bruder Jaroslav, weiterhin in höfischen Diensten zu bleiben. Vermutlich deshalb traten sie beide schon bald zum katholischen Glauben über, während der jüngere Bruder Vojtěch/Adalbert nicht konvertierte.
Da Vratislav und seine Brüder wegen ihres jugendlichen Alters nicht über die notwendigen Erfahrungen und Kenntnisse verfügten, um ihre ererbten Ländereien wirtschaftlich zu verwalten,  übertrugen sie diese Aufgabe dem Ritter Peter Hamza von Zábědovice, der zugleich die Regentschaft über ihr Land ausübte. Bis 1552 blieb der Besitz ungeteilt. Nachdem Adalbert/Vojtěch 1552 die Herausgabe seines Erbteils forderte, erhielt er etwa ein Drittel der mährischen Besitzungen mit dem Zentrum Proßnitz. Die anderen Ländereien wurden weiterhin als Ganzes verwaltet. Sie wurden erst 1555 aufgeteilt, wobei der ältere Jaroslav die böhmischen Besitzungen mit den Herrschaften Pardubitz und Pottenstein erhielt und der zweitgeborene Vratislav die restlichen zwei Drittel in Mähren mit dem Zentrum Seelowitz.
1554 begleitete Vratislav den Thronfolger Maximilian II. zur Hochzeit des spanischen Königs Philipp II. mit Maria von England. Auf der Rückreise wurde er in Antwerpen als erster böhmischer Adliger in den Orden vom Goldenen Vlies aufgenommen. 1567 wurde er von Maximilian II. in der Nachfolge des 1566 verstorbenen Joachim von Neuhaus zum Oberstkanzler von Böhmen ernannt. 1572 wurde er gemeinsam mit Wilhelm von Rosenberg nach Polen entsandt, wo sie sich beide für die Kandidatur des Erzherzogs Ernst um den polnischen Thron einsetzen sollten.
Vratislav, der zu den vornehmsten und humanistisch gebildetsten Adligen seiner Zeit gehörte, hatte auch einen ausgeprägten Sinn für Kunst. Auf der Stammburg Pernstein ließ er eine Bibliothek und Kunstsammlungen anlegen. In Neustadtl in Mähren, das während seiner Herrschaft einen wirtschaftlichen Aufschwung erlebte, erbaute er 1555 das Renaissance-Rathaus, und 1580 bestätigte er der Stadt umfangreiche Privilegien. Vermutlich deshalb wird der Hauptplatz als Vratislav-Platz bezeichnet. Dort ließ der Stadtrat 1871 eine Statue Vratislavs aufstellen. In Proßnitz, das er nach dem Tod des Bruders Adalbert/Vojtěch 1561 geerbt hatte, ließ er das von seinem Vater errichtete Schloss mit steinernen Arkaden umgeben. 1567 erwarb er im Tausch gegen Chropyně die ostböhmische Herrschaft Leitomischl. Dort errichtete er ein Schloss im Stil der Renaissance. Es wurde nach Plänen und unter der Leitung der italienischen Baumeister Giovanni Maria Aostalli und Ulrico Aostalli erbaut und erst zwei Jahre vor Vratislavs Tod fertiggestellt. 1674 wurde in Leitomischl ein philosophisches Seminar errichtet. Im Schloss von Tobitschau richtete er eine umfangreiche Bibliothek ein, die er mit zeitgenössischer Literatur ausstattete. 
Zur Deckung seines aufwändigen Lebensstils war Vratislav wiederholt gezwungen, sich von einem Teil seiner Besitzungen zu trennen. So verkaufte er z. B. schon 1562 Křižanov mit der damals wüsten Burg und einigen Dörfern in der Umgebung dem Zdenko Lhotský von Ptení.
Vratislav ertrank am 27. Oktober 1582 bei einem Schiffsunglück in der Donau bei Linz. Sein Leichnam wurde zunächst entsprechend seinem Testament in der von seinem Vater errichteten Heilig-Kreuz-Kirche in Doubravník beigesetzt, wobei er bei Abfassung des Testaments davon ausgegangen war, dass die Kirche bei seinem Tod wieder im Besitz der Katholiken sein würde. Da sie jedoch auch noch ein Jahr nach der Beisetzung den Protestanten gehörte, entschied sich seine Witwe Maria de Lara zur Umbettung seiner sterblichen Überreste in den Prager Veitsdom. Dort befindet sich sein Grabmal bis heute.

## Familie

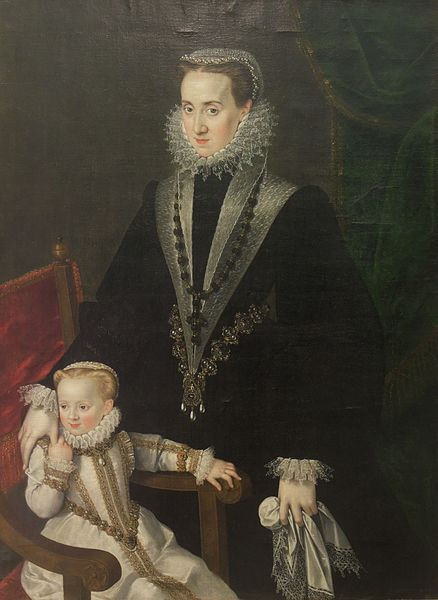
Maria Maximiliana Manrique de Lara (1538–1608) mit Tochter Polyxena

1555 vermählte sich Vratislav mit Maria Manrique de Lara (1538–1608), einer Hofdame der Kaiserin Maria. Sie brachte anlässlich der Hochzeit aus Spanien eine Statue mit, die bis heute als das Prager Jesulein verehrt wird. 
Der Ehe entstammten zwanzig Kinder, von denen nur sieben das Erwachsenenalter erlebten:
- Johanna (1556–1631) ⚭ 1584 Fernando de Aragón y Borja (1546–1592), Herzog von Villahermosa
- Elisabeth (1557–1609) ⚭ 1578 Albrecht von Fürstenberg (1557–1599)
- Johann ⚭ 1587 Anna Maria Manrique de Lara y Mendoza († nach 1636)
- Franziska (1565–1630/35) ⚭ Andrea Matteo Acquaviva d’Aragona Principe di Caserta († 1647)
- Polyxena (1566–1642) ⚭ 1. 1587 Wilhelm von Rosenberg; ⚭ 2. 1603 Zdeněk Vojtěch Popel von Lobkowicz
- Maximilian (1575–1593), Kanoniker in Olmütz
- Bibiana (1578/84–1616) ⚭ 1598 Francesco Gonzaga di Castiglione (1577–1616), Bruder des Heiligen Aloisius von Gonzaga